# كارلية
الكارلية هي حركة تقليدية وسياسية تشريعية في إسبانيا تسعى لإنشاء خط منفصل من عائلة بوربون على العرش الإسباني. ينحدر هذا الخط من إنفانتي كارلوس، كونت مولينا (1788-1855)، وتأسس بسبب الخلاف حول الخلافة على العرش الإسباني وعدم الرضا الواسع على الخط الألفونسي من عائلة بوربون. كانت الحركة في أوجها في ثلاثينيات القرن التاسع عشر ولكنها انتعشت في أعقاب هزيمة إسبانيا في الحرب الأمريكية الإسبانية في عام 1898، عندما خسرت إسبانيا آخر مستعمراتها الكبرى في كوبا وبورتوريكو والفلبين.

## الأصول

### قضية السلالات

#### أنظمة الخلافة المتنازع عليها
تقليديًا، سمحت جميع الممالك الإسبانية باستثناء واحدة بخلافة البنات في غياب الأبناء والأخوات في غياب الإخوة (تفضيل الذكور البدائي). الاستثناء الوحيد، منطقة أرغون، فقد فضلت قانون السالي. شكلت القواعد الأكثر تفصيلًا «القانون ذو الأجزاء السبعة» في أواخر القرن الثالث عشر.
في 1 نوفمبر عام 1700، اعتلى أمير بوربون الفرنسي، فيليب الخامس، العرش الإسباني. في البيت المَلَكي الفرنسي، يُطبق القانون السالي، الذي لا يسمح بخلافة الإناث. وبناءً على ذلك، كان على النظام الإسباني التقليدي للخلافة أن يفسح المجال لنظام شبه سالي، الذي يستبعد النساء من التاج ما لم ينقرض جميع الذكور الذين ينحدرون من أصل غير شرعي من الملك فيليب، في أي فرع. ربما كان هذا التغيير ضروريًا بسبب الضغط الخارجي لتجنب أي اتحاد شخصي محتمل لتاج إسبانيا مع ملكية أجنبية مثل فرنسا. (اندلعت حرب الخلافة الإسبانية (1701-1714) لمنع إسبانيا وفرنسا من توحيد العالمين تحت ملك واحد). على الرغم من أن الحكومة الإسبانية بذلت عدة محاولات للعودة إلى النظام التقليدي، مثلما هو الحال في مرسوم عام 1789 الذي أصدره تشارلز الرابع ملك إسبانيا، إلا أن مسألة الخلافة أصبحت ملّحة فقط عندما شعر فرديناند السابع بنفسه مريضًا بحلول عام 1830، دون أي سبب واضح، مع زوجة حامل. قرر في عام 1830 إصدار مرسوم 1789 وتأمين التاج للطفل الذي لم يولد بعد حتى لو كانت أنثى. وضع القانون الطفل، الأميرة إيزابيل الثانية، على شقيق فرديناند إنفانتي كارلوس كونت مولينا، الذي كان حتى ذلك الحين وريثًا مفترضًا.
رأى العديد من المعاصرين (بدءًا من شقيق الملك وفروع بوربون المتدرب) أن الخلافة المتغيرة غير قانونية في العديد من التهم. شكلوا الأساس للحزب الكارلي الأسري، الذي اعترف فقط بقانون الخلافة شبه السالي الذي أعطى إنفانتي كارلوس الأسبقية على ابنة فرديناند، إيزابيل الثانية المستقبلية.

#### الجدول الزمني التاريخي
- 13 مايو 1713: فيليب الخامس، أول البوربون الإسبان، جنبًا إلى جنب مع كورتيس خينيراليس، البرلمان الإسباني، من خلال أوامر متفق عليها من شأنها تغيير ترتيب الخلافة للتاج الإسباني من ذلك الموضح في القانون السالي. عندما كانت القاعدة السابقة تتكون من تفضيل الذكور البدائية، وضع قانون فيليب الجديد قانونًا شبه ساليًا، والذي بموجبه لا يمكن انضمام الأنثى أو أحفادها إلا بعد انقراض جميع الذكور الأسريين المنحدرين من خط الذكور من الملك فيليب الخامس.
- 1789: في عهد كارلوس الرابع، وافق الكورتيس على إعادة نظام الخلافة إلى نظام الخلافة التقليدي للقانون السالي. ومع ذلك، لم يتم إصدار القانون، ويرجع ذلك جزئيًا إلى احتجاجات من فروع الطلاب العسكريين في بيت بوربون (الفرع الصقلي وفرع بارميزان)، الذين رأوا أنه يقلل من حقوقهم الوراثية.
- 1812: يحدد الدستور الإسباني الجديد قواعد الخلافة وفقًا للقانون السالي.
- 31 مارس 1830: أصدر فرديناند السابع، في ذلك الوقت دون خلاف، وزوجته الرابعة الحامل، العقوبة البراغماتية 1830 التي تصدق على القانون 1789، وبذلك تعيد إرساء نظام الخلافة إلى ما قبل الملك فيليب.
- 10 أكتوبر 1830: ولدت إيزابيل الثانية المستقبلية لفرديناند السابع. بعد عدة مؤامرات قضائية، تمت الموافقة على العقوبة البراغماتية بشكل نهائي في عام 1832. شقيق فرديناند، إنفانتي كارلوس، حتى ذلك الوقت كان الوريث المفترض، شعر بسرقة حقوقه وعزم المغادرة إلى البرتغال.

- 1833-1876 الحروب الكارلية

#### المشهد السياسي بعد وفاة فرديناند السابع (1833)
مثلما هو الحال في العديد من البلدان الأوروبية، بعد الاحتلال النابليوني، انقسمت الطبقة السياسية الإسبانية بين «المؤيدين»، أنصار النظام القديم، والليبراليين، المتأثرين بأفكار الثورة الفرنسية.
تركت الحرب الطويلة من أجل استقلال إسبانيا عن الإمبراطورية النابليونية عددًا كبيرًا من مقاتلي حرب العصابات ذوي الخبرة إلى جانب المسؤولين العسكريين الكبار - في الغالب، الليبراليين المخلصين. ترك النجاح الملحوظ لانتفاضة عام 1808 ضد نابليون إيمانًا واسعًا، وإن كان بعيدًا عن المنطق، الشعور بحق التمرد، مع آثار طويلة الأمد على سياسات إسبانيا وأمريكا الإسبانية، التي امتدت حتى القرن التاسع عشر وما بعده.
أثبت عهد فرديناند السابع أنه غير قادر على التغلب على الانقسام السياسي أو إنشاء مؤسسات مستقرة. أعاد ما يسمى بحكم الثلاث سنوات الليبرالي (1820-1823) وضع دستور عام 1812 بعد «انقلاب» عسكري، الذي تبعته العشرية المشؤومة (1823-1833)، وهي عشر سنوات من الحكم المطلق من قِبَل الملك، الذي ترك ذكريات مريرة من الاضطهاد في كلا الطرفين.
أثناء وجودهما في السلطة، قسمت المجموعتان نفسيهما إلى فروع معتدلة وراديكالية. نظر الفرع الراديكالي من المؤيدين (أو المَلَكيين)، المعروف باسم أبوستوليكوس، إلى الوريث المفترض، دون كارلوس، على أنه الوريث الطبيعي إذ كان متدينًا بشدة، وخاصة بعد عام 1820، ومناهضًا بشدة لليبرالية.
في عام 1827، اهتزت كاتالونيا بسبب تمرد الأجروجاتس أو الأجرافيادوس («المظلومون»)، وهي حركة مؤيدة للغاية، والتي سيطرت لفترة من الوقت على أجزاء كبيرة من المنطقة. كانت تلك المرة الأولى للطفلة حيث تم الترحيب بها كملكة. لكنه نفى أي تورط له بالأمر.
شهدت السنوات الأخيرة للملك فرديناند إعادة تنظيم سياسي بسبب المشاكل المحيطة بخلافته. في أكتوبر عام 1832، شكّل الملك حكومة مَلَكية معتدلة بقيادة فرانسيسكو سي بيرموديز، والتي كادت أن تنجح في كبح الحزب الرسولي، من خلال إقرار عفو، في الحصول على دعم ليبرالي لحق إيزابيل الثانية في النجاح تحت وصاية والدتها، ماريا كريستينا دي بوربون. من أجل التخلص من دون كارلوس، قبل الليبراليون بأميرة أستورياس الجديدة.
علاوة على ذلك، تأثرت السنوات الأولى من ثلاثينيات القرن التاسع عشر بفشل الاستعادة الفرنسية، ما يعني نهاية حكم بوربون في فرنسا إلى جانب الحرب الأهلية في البرتغال بين الأحزاب الشرعية والليبرالية.

## معرض صور

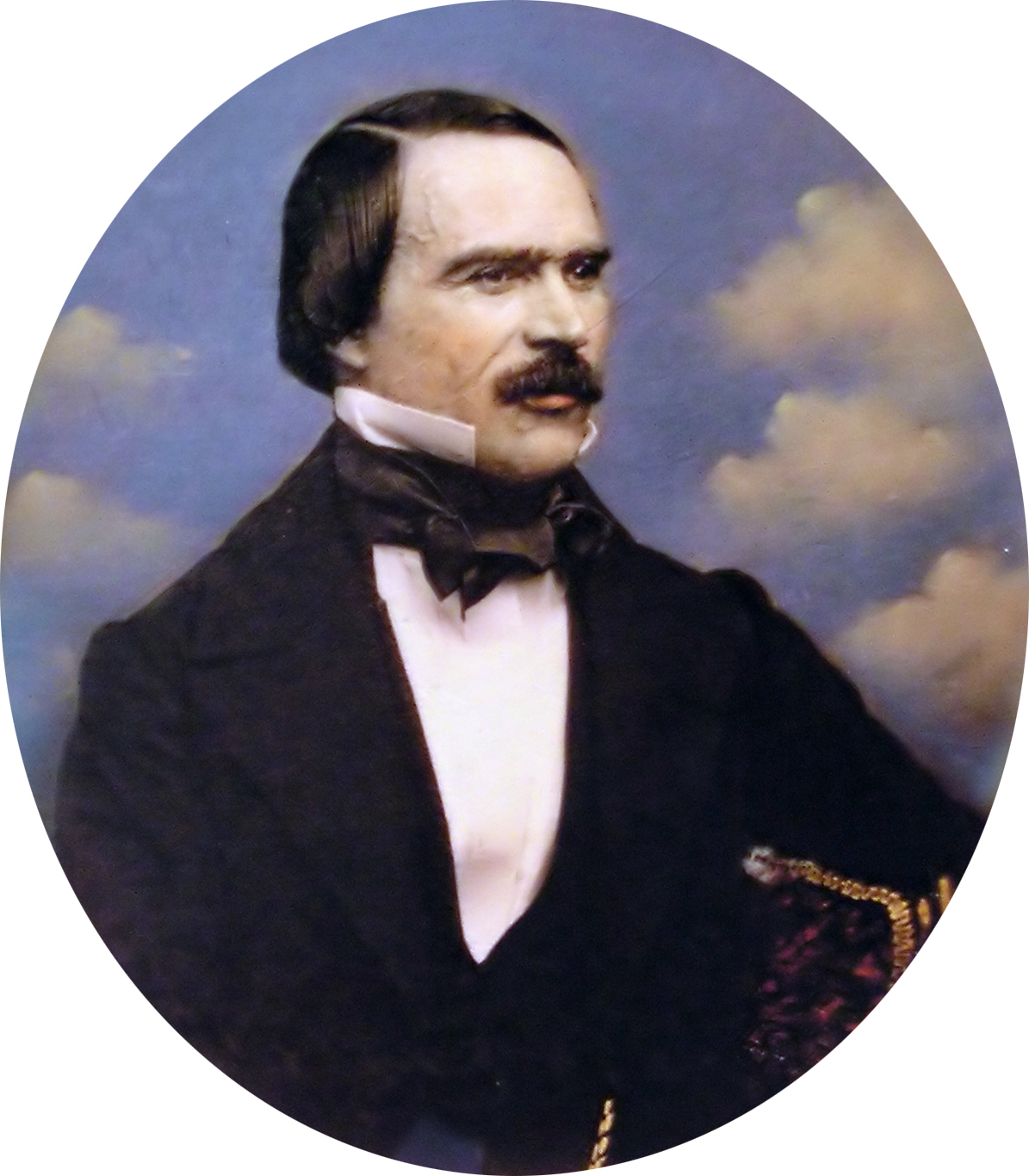
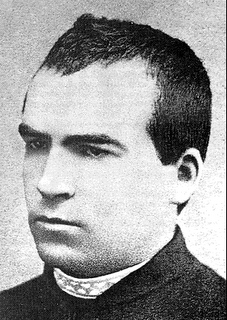
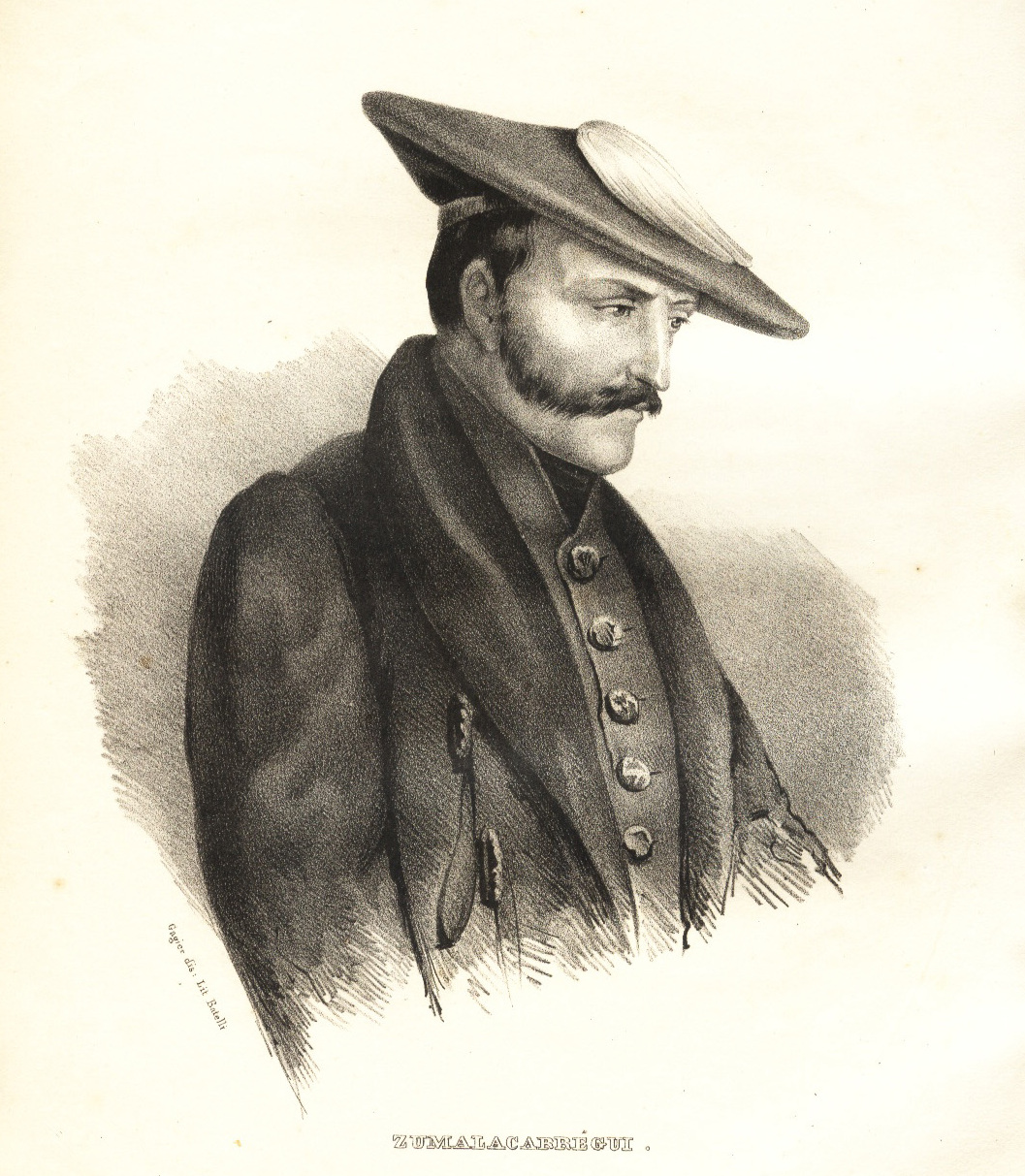